# Экштейн, Фридрих Август
Фридрих Август Экштейн (нем. Friedrich August Eckstein; 6 мая 1810, Галле (Саксония-Анхальт) — 15 ноября 1885, Лейпциг) — немецкий педагог, филолог, лексикограф, профессор классической филологии Лейпцигского университета, доктор филологии (с 1831). Ректор Школы Святого Фомы в Лейпциге (1863—1881).

## Биография
Родился в семье рабочего-каменщика. После смерти отца с 1820 года воспитывался в детском доме Социальных учреждений Франке, поступив затем там же в престижную латинскую школу нем. Latina August Hermann Francke.
С 1827 по 1830 изучал филологию в Университете Галле, где среди его учителей был Готфрид Бернгарди.
В 1831 году получил докторскую степень.
В 1839 году стал директором элитной королевской школы для молодых дворян Pädagogium в Галле.
В 1849—1851 гг. — член второй прусской палаты представителей, где принадлежал к умеренно-либеральной партии. В 1861 присутствовал на коронации императора Вильгельма I в Кёнигсберге.
В 1863 году переехал в Лейпциг, где бургомистр Отто Кох назначил его ректором школы Святого Фомы. Во времена его ректорства школа Святого Фомы становится одной из самых популярных и известных гуманистических гимназий в Германии. Кроме того, в Лейпциге он работал адъюнкт-профессором местного университета.
Умер от сердечного приступа .

## Избранные труды
- «Nomenclator philologorum» (Лпц., 1871);
- «Geschichte des Hospitals» (1841);
- «Geschichte der Freimaurerei in Halle» (1842);
- «Chronica montis sereni» (1862);
- «A. H. Frankes Stiftungen» (1863).

## Награды
- Рыцарь Саксонского ордена Заслуг
- Орден Короны 3 степени (Пруссия)
- Орден Святого Станислава II степени (Российская империя)
- Орден Полярной звезды (Швеция)
- Рыцарский крест II класса ордена Альбрехта
- Почётный гражданин г. Галле (Саксония-Анхальт) и др.